# 12599 Singhal
12599 Singhal è un asteroide della fascia principale. Scoperto nel 1999, presenta un'orbita caratterizzata da un semiasse maggiore pari a 2,2970356 UA e da un'eccentricità di 0,0453477, inclinata di 6,23916° rispetto all'eclittica.